# Matteo Castelli
Matteo Castello, Matteo Castelli (ur. ok. 1560 w Melide nad jeziorem Lugano w Szwajcarii, zm. po 29 kwietnia 1634 w Warszawie) – wczesnobarokowy architekt tesyński.

## Życiorys
Został sprowadzony do Polski w 1613 roku, na czas kiedy przenoszono cały dwór królewski na stałe do Warszawy. Od[1614 roku był nadwornym architektem króla Polski Zygmunta III Wazy. Należy do grona najważniejszych architektów rzymskiego baroku, zaraz obok Dominica Fontany i Carla Maderny. Początkowo działał jako kamieniarz i rzeźbiarz. Podczas działalności w Warszawie charakterystyczne było dla niego stosowanie kordonowych gzymsów, płycin, lizen, permutacyjnych ram i nadawanie budynkom form surowych i wstrzemięźliwych.
Jego następcą na stanowisku architekta królewskiego został, promowany przez niego, jego pomocnik Constantino Tencalla (jego siostrzeniec, także z Lugano).

### We Włoszech
- Fasada kościoła Santa Susanna w Rzymie (współpraca z Francesco Rosii wg planów Carlo Maderno) – 1597–1603,
- kaplica Barberinich (Cappella Barberini) w kościele Sant'Andrea della Valle w Rzymie,
- kościół Sant'Andrea della Valle (z Carlo Maderna),
- Palazzo Mattei (z Carlo Maderna),
- kaplica Rucellai we Florencji

### W Rzeczypospolitej
- Zamek Królewski w Warszawie (kierownik prac i budowy)
- Zamek Ujazdowski w Warszawie (współpraca Constantino Tencalla) od 1624 r.
- projektant kaplicy św. Kazimierza w Wilnie zbudowanej w latach 1624−1632 (dekoracje do 1636 roku wykańczał Constantino Tencalla).

## Galeria

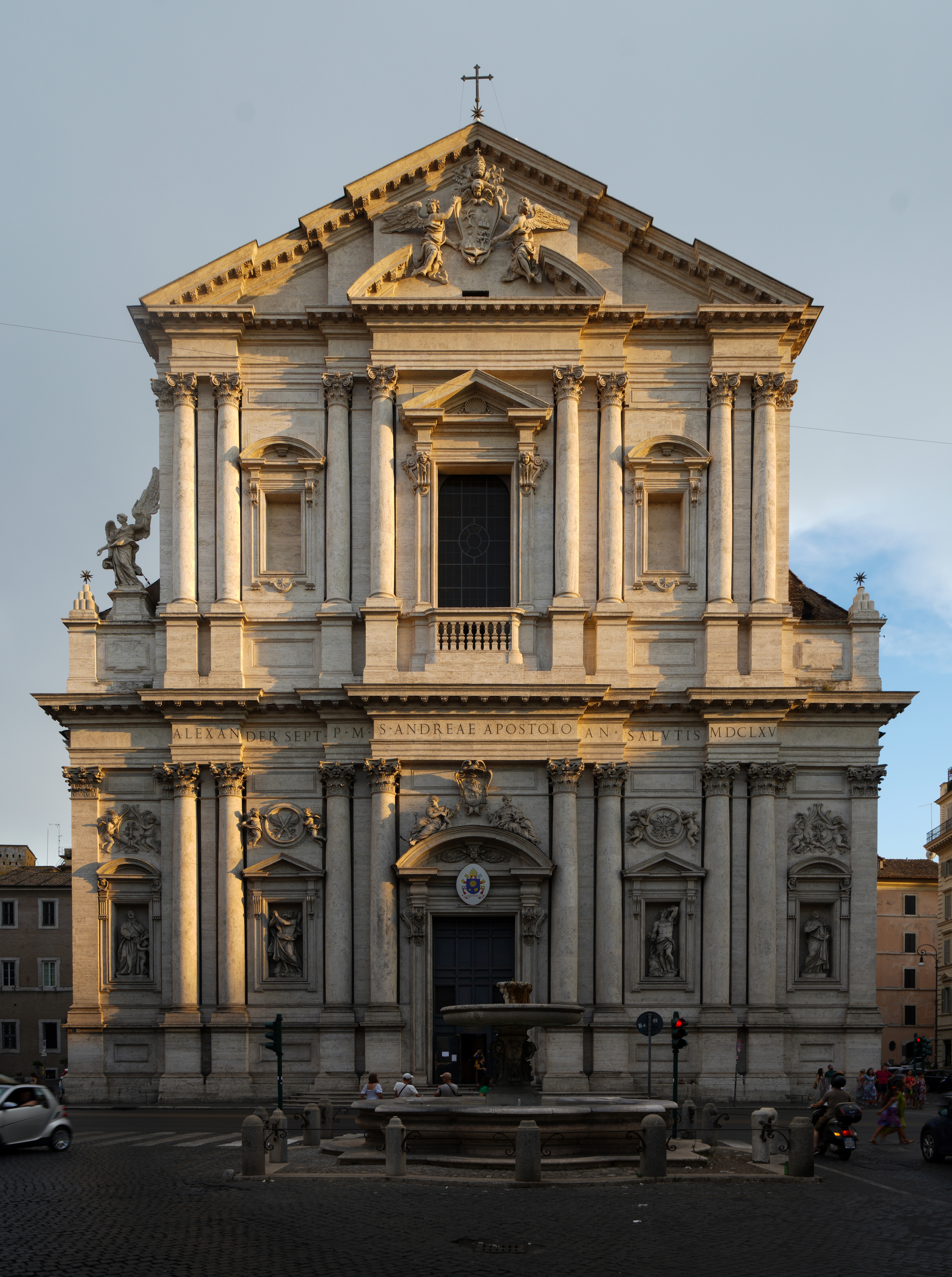
Kościół Sant Andrea della Valle w Rzymie (współudział)
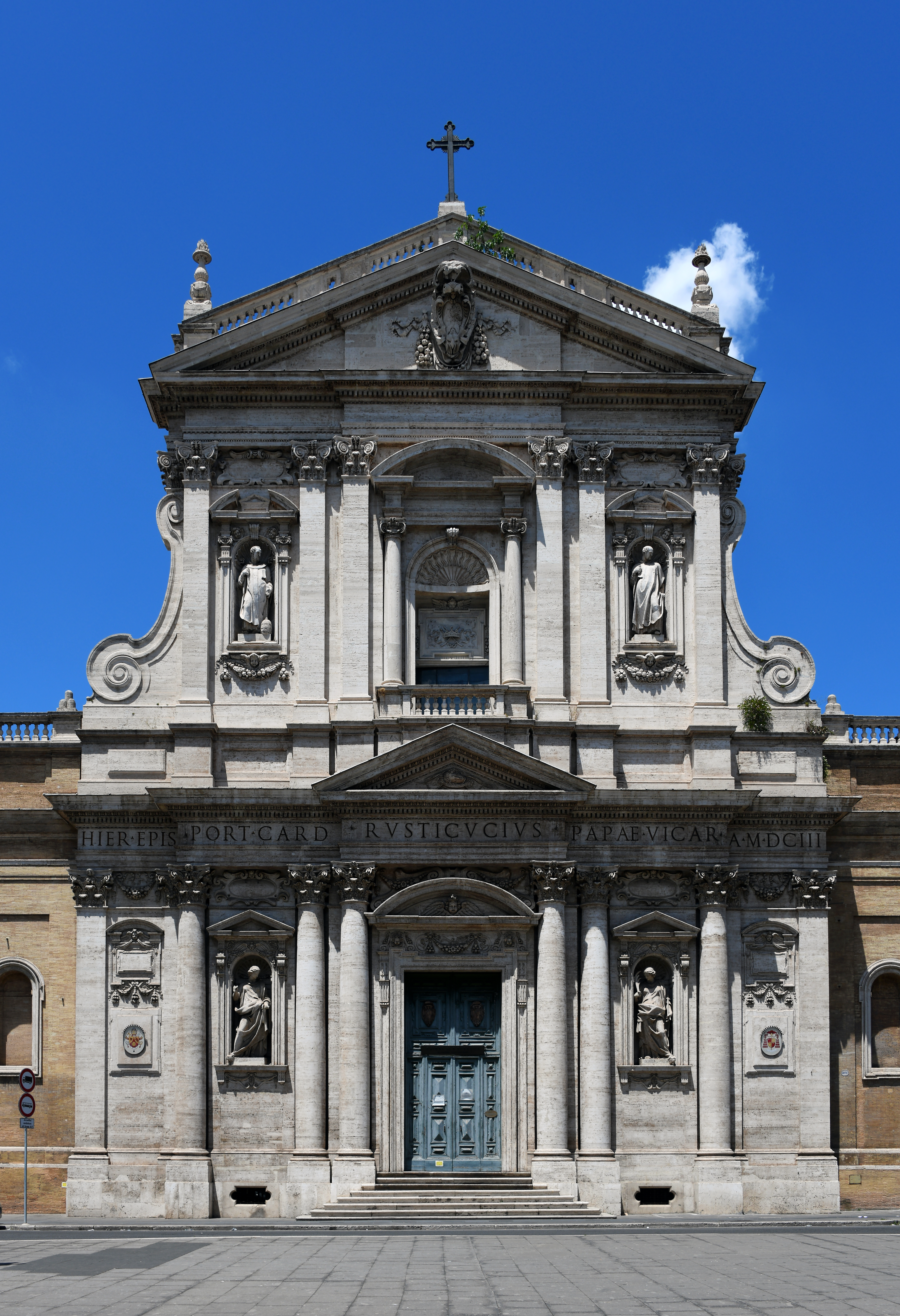
Kościół Santa Susanna w Rzymie (współudział)
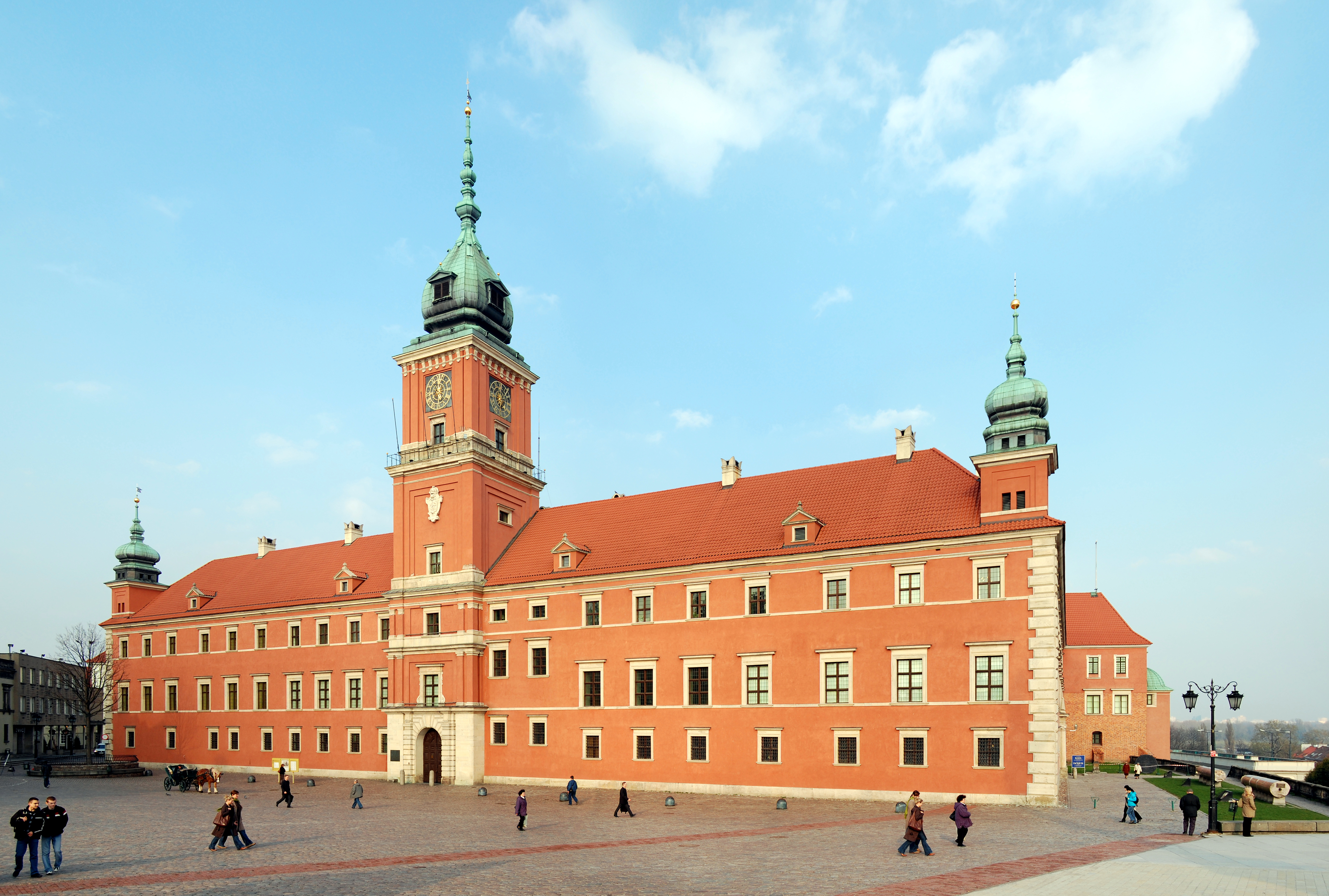
Zamek Królewski w Warszawie
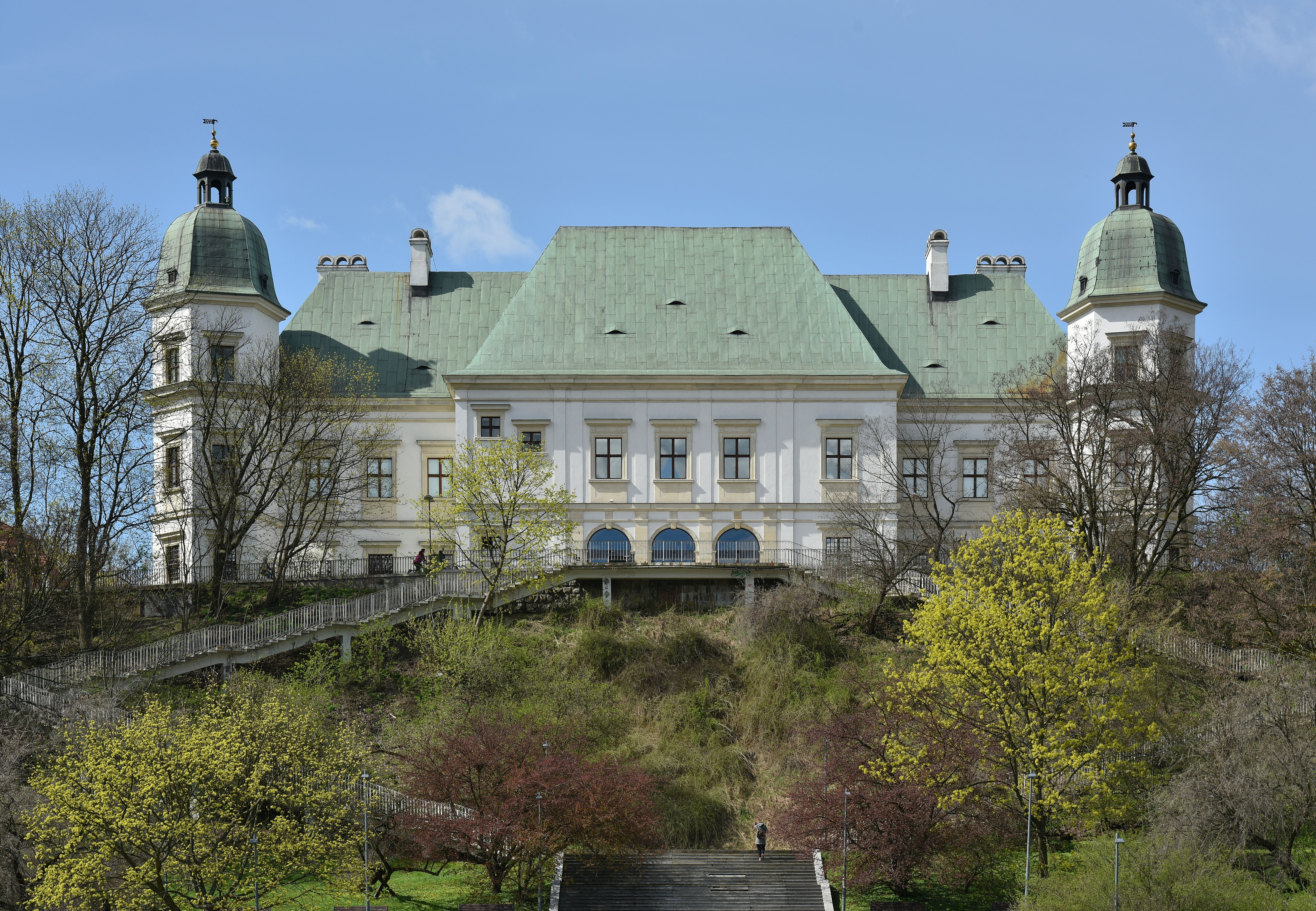
Zamek Ujazdowski w Warszawie
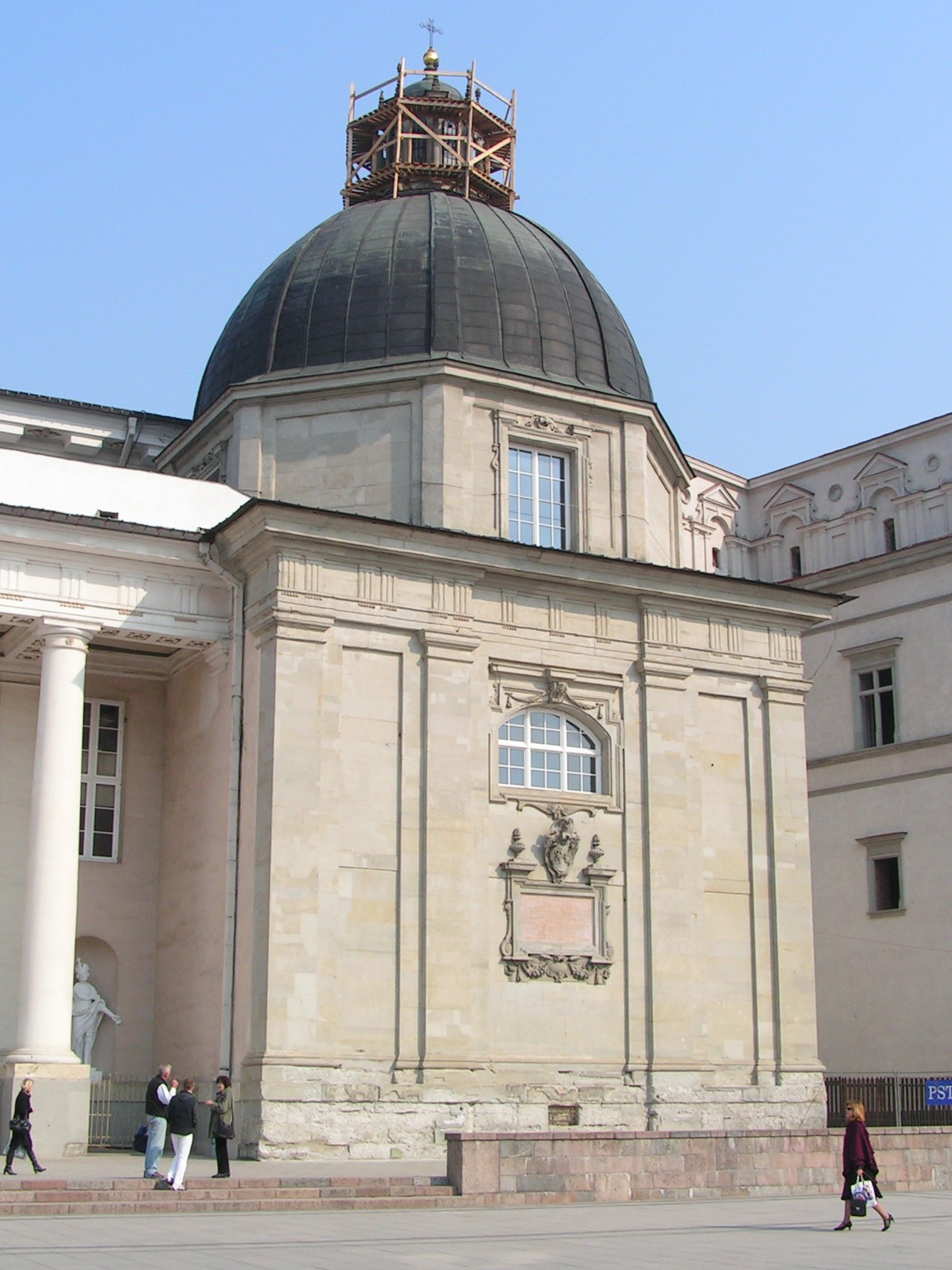
Kaplica św. Kazimierza w Wilnie